# Cyclopogon casanaensis
Cyclopogon casanaensis är en orkidéart som beskrevs av Rudolf Schlechter. Cyclopogon casanaensis ingår i släktet Cyclopogon, och familjen orkidéer.
Artens utbredningsområde är Bolivia. Inga underarter finns listade i Catalogue of Life.